# Trần Tuệ Nhàn
Trần Tuệ Nhàn (tiếng Anh: Priscilla Chan, tiếng Trung: 陳慧嫻; sinh ngày 28 tháng 7 năm 1965) là một nữ ca sĩ Hồng Kông. Cô là một ca sĩ nổi tiếng ở Hồng Kông từ thập niên 80 đến nay và là nữ hoàng trong nền âm nhạc Hồng Kông. Cô được biết đến với giọng hát trong trẻo, nhẹ nhàng và tình cảm. Cô đã phát hành một số bài hát tiếng Quảng Đông cổ điển nên được gọi là "Quảng Đông thiên hậu". Cô xuất hiện lần đầu trong "少女雜誌" với tư cách là một trong nhóm ba người năm 1983 và phát hành album cùng tên "少女雜誌" vào tháng 1 năm 1984. Với tác phẩm đầu tay "逝去的諾言 - Lời hứa đã qua", bài hát trở thành hit và cô chuyển sang phát triển độc lập. Album được phát hành đạt kết quả rất tốt. Album solo đầu tiên "故事的感覺" đã nhận được giải bạch kim và các bài hát "Cửa sổ tình yêu", "Tiệm hoa" cũng rất nổi tiếng.
Năm 1986, cô đã tham gia vào Polaroid và được sắp xếp hợp tác với nhà sản xuất (Michael Au) để phát hành album "反叛" và bài hát "跳舞街 - Khiêu vũ đường phố". Những bài hát tiếp theo như "傻女 - Cô gái ngốc" và "人生何處不相逢 - Đời người nơi nào không gặp lại" đều là những tác phẩm kinh điển trong nền âm nhạc Hoa ngữ. Album "永遠是你的朋友" được phát hành năm 1989, bán được gần 400.000 bản và bài hát "夜機 - Chuyến bay đêm" trở nên phổ biến hiện giờ, mọi người đều biết như một trong những bài hát nổi tiếng của cô. Bài hát "千千闕歌 - "Muôn vàn bài ca" đã giành được nhiều giải thưởng trong ngành âm nhạc, cô được giới truyền thông mệnh danh là một trong "Tứ đại thiên hậu", người có thể được xem là đối thủ của Anita Mui - Mai Diễm Phương vào những năm cuối thập niên 80. Năm 1989, cô tổ chức sáu buổi hòa nhạc "Khi nào gặp lại" tại HongKong Coliseum, đây cũng là liveshow chia tay của cô trước khi lên đường sang Mỹ du học.
Trần Tuệ Nhàn rời khỏi làng âm nhạc để sang Mỹ du học vào năm 1990. Thời gian du học, cô vẫn quay trở lại Hồng Kông để thu âm album. Năm 1992, album "Quay lại thôi" vẫn bán được 150.000 bản với sự công khai gần như bằng không, bài hát "Phiêu tuyết" và "Hồng trà quán" đều là những tác phẩm rất nổi tiếng. Sau khi tốt nghiệp năm 1995, cô chính thức trở lại với âm nhạc, phát hành album "Welcome back" và được 4 giải bạch kim. Năm sau, cô tổ chức mười buổi hòa nhạc "雪映美白" tại Red Pavilion. Bài hát "Phiêu" và "Tôi cô đơn" đã giành được nhiều giải thưởng "Thập đại ca khúc". Tuy nhiên, từ khi công ty thay đổi lộ trình phát triển và tình hình trong nền âm nhạc có nhiều sự thay đổi, sự nghiệp của Tuệ Nhàn không còn phát triển suôn sẻ như trước. Cô cảm thấy vị trí của mình bị mờ dần trong nền âm nhạc, Trần Tuệ Nhàn đã nhiều lần từ bỏ ca hát, chủ yếu chỉ xuất hiện trong các buổi hòa nhạc.
Vào năm 2013, Universal Records đã mời Trần Tuệ Nhàn tham gia, đặc biệt là mở lại nhãn hiệu Polaroid và cô tuyên bố trở lại. Năm 2014, ngoài album cover "By Heart" và album tuyển chọn "Back to Priscilla 30", cô còn tổ chức ba liveshow để kỷ niệm 30 năm của mình "Back to Priscilla 30th Anniversary Concert 2014". Và đã thành công, lẫn về doanh thu và danh tiếng, album đã liên tục giành được bảng doanh số của Hiệp hội thương gia ghi âm Hồng Kông. Điều này đã khiến cho Trần Tuệ Nhàn đạt được kết quả rất tốt trong năm 2014 và trở thành một trong những doanh số hằng năm của Hiệp hội thương gia ghi âm Hồng Kông. Cô cũng được các siêu sao và bạn bè khen ngợi về tài năng của mình như Trương Học Hữu và Đàm Vịnh Lân, trong đó Trương Học Hữu đã khen ngợi cô "thực sự trở lại thế giới âm nhạc". Điều này cho thấy sự trở lại của Trần Tuệ Nhàn được tất cả mọi người coi trọng và công nhận. Vào năm 2015, cô đã thông báo rằng gia hạn với Polaroid trong hai năm. Trong cùng năm đó, cô đã phát hành album thứ hai "Evolve", một lần nữa giành được bảng xếp hạng Doanh thu của Hiệp hội thương gia Ghi âm Hồng Kông trong 3 tuần.

## Cuộc đời và sự nghiệp
Sinh ra tại Hồng Kông vào ngày 28 tháng 7 năm 1965, Trần Tuệ Nhàn là con cả trong một gia đình có ba người con (một em gái và một em trai). Cha mẹ cô là quan chức cấp cao của chính phủ, và cha cô, Trần Trừng Ba (陳澄波), là cựu Trợ lý Giám đốc Nhập cư tại Sở Di trú của Chính phủ Hồng Kông thuộc Anh, người quan tâm đến âm nhạc và đã gián tiếp phát triển cô. sở thích ca hát. Tuệ Nhàn theo học trường tiểu học Mã Lợi Mạn (瑪利曼 小學) và trường trung học Mã Lợi Mạn (瑪利曼 中學) ở Happy Valley, Hồng Kông , và từng là bạn học cùng lớp năm cấp hai với Lâm Ức Liên (林憶蓮), sau này cũng là ca sĩ Cantopop và Mandopop.
Khi còn là một thiếu niên, Trần Tuệ Nhàn thường tham gia các hoạt động ngoại khóa. Khi vẫn còn là một học sinh tiểu học sáu, cô đã tham gia vào bữa tiệc vườn hàng năm, nhân kỷ niệm sinh nhật của Nữ hoàng Elizabeth II, tại Tòa nhà Chính phủ do Chính phủ Hồng Kông thuộc Anh tổ chức thay mặt cho Trường Tiểu học Mã Lợi Mạn, và thậm chí bắt tay với Ngài Murray MacLehose (麥理浩), Thống đốc Hồng Kông lúc bấy giờ. Trần Tuệ Nhàn đã tham gia và nhận được giải thưởng trong các cuộc thi diễn thuyết trong Liên hoan diễn thuyết của các trường học Hồng Kông, cũng như các cuộc thi và sự kiện ca hát được tổ chức trong nội bộ trường trung học của cô ấy và bên ngoài như các hoạt động chung của trường, và cuối cùng được phát hiện bởi Mạch Vỹ Trân (麥偉珍), hay còn được biết đến với cái tên An Cách Tư (安格斯), người điều hành Fiori Productions Ltd. Năm 1983, khi Trần Tuệ Nhàn 18 tuổi, cô được Mak mời đến thử giọng và nhanh chóng được sắp xếp để phát hành một album tổng hợp có tên "Tạp chí của các cô gái" cùng với Trần Lạc Mẫn (陳樂敏) và Lê Chỉ San (黎芷珊). Đồng thời, Tuệ Nhàn tiếp tục học trung học và được nhận vào trường Cao đẳng Baptist Hồng Kông năm 1985, chuyên ngành nghiên cứu tiếng Anh.

## Ảnh hưởng tới âm nhạc Việt Nam
Bài hát Mưa Tuyết (飘雪) của Trần Tuệ Nhàn đã được nhạc sĩ Nguyễn Ngọc Thiện viết lại lời Việt mang tên "Ước mơ tuổi thơ". Ca khúc kể về mơ ước của những đứa trẻ được lên thăm Chị Hằng vào đêm Trung thu và được ca sĩ Xuân Mai thể hiện.